# دو آناند
دیو آناند (انگلیسی: Dev Anand؛ زاده ۲۶ سپتامبر ۱۹۲۳ – درگذشته ۳ دسامبر ۲۰۱۱) یک هنرپیشه اهل هند بود. وی بین سال‌های ۱۹۴۶ تا ۲۰۱۱ میلادی فعالیت می‌کرد.
وی به عنوان یکی از بزرگترین و موفق‌ترین بازیگران صنعت فیلم‌سازی هند محسوب می‌شود.

## فیلم‌شناسی
فهرست برخی از فیلم‌هایی که دو آناند در آنها به ایفای نقش پرداخته‌است:
- شماره اول
- راهنما
- گانگستر
- در مقابل خانه شما
- هری راما هری کریشنا
- سانسور
- بازگشت دزد جواهرات
- تسلط بر حقیقت
- پدربزرگ صاحب
- جان من
- ثروتمند و فقیر
- نجیب
- اسب سیاه
- شیطان شریف
- رویاهای من و تو
- جانی نام من است
- فرشته امان
- جنتلمنی از بمبئی
- سی.آی.دی
- بارش
- داستان یک شب
- خانه شماره ۴۴
- ما نوجوان هستیم
- بیا بریم جای دیگه
- بازار سیاه
- ازدواج عاشقانه
- پرداخت مهمان
- راهب عشق
- سه خانم
- یک‌دنده
- برو جلو
- آرام
- نور جاویدان
- آناند و آناند
- آرمان
- اصلی و بدلی
- آقای بنارسی
- گلوله
- عزیزم عزیزم
- خانه و خارج از کشور